# Élections sénatoriales burundaises de 2020
Les élections sénatoriales burundaises de 2020 ont lieu le 20 juillet 2020 afin de renouveler les membres du Sénat du Burundi.
Le Conseil national pour la défense de la démocratie-FDD conserve une large majorité des sièges.

## Contexte

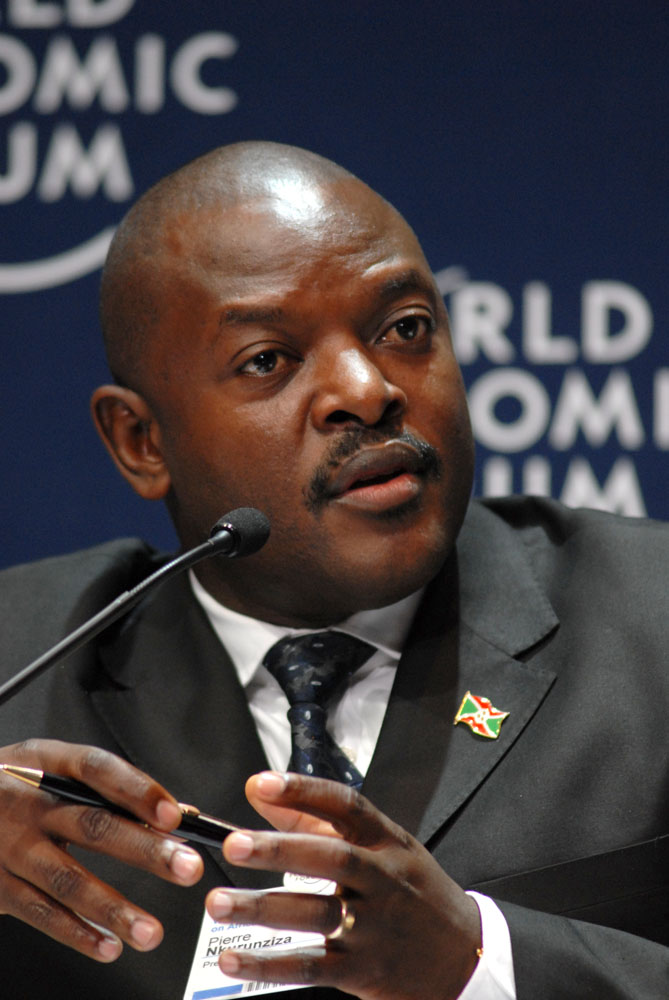
Pierre Nkurunziza.

Le scrutin intervient dans la continuité de la réélection très controversée du président Pierre Nkurunziza en 2015, ayant débouché sur une crise pré puis post-électorale accompagnée d'une tentative avortée de coup d'État de la part d'une partie de l'armée, et d'une vive remontée des tensions interethniques au Burundi. Les élections législatives de juin 2015 sont remportées par son parti, le Conseil national pour la défense de la démocratie-Forces de défense de la démocratie (CNDD-FDD), avec 77 sièges sur les 100 directement élus.
Bien qu'ayant fait modifier la constitution par référendum en mai 2018, lui permettant de se représenter jusqu'en 2034, Pierre Nkurunziza annonce le 7 juin 2019 ne pas être candidat à sa succession en 2020, à la surprise générale.
Le gouvernement burundais maintient le scrutin malgré la progression de la Pandémie de Covid-19, qui contraint la quasi-totalité des autres pays à reporter les leurs. Le premier vice-président Gaston Sindimwo va jusqu'à qualifier les partisans d'un report d'« ennemis de la démocratie », affirmant que la pandémie n’empêchera pas les élections car les burundais sont « un peuple béni par Dieu ».

## Système électoral

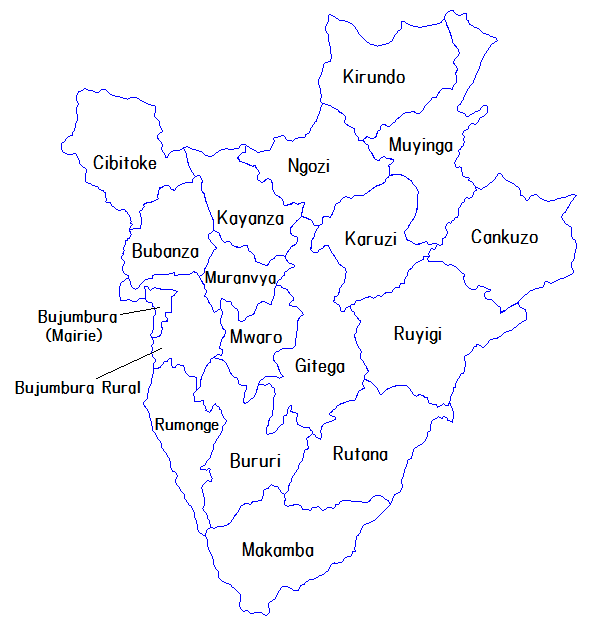
Provinces du Burundi.

Le Sénat est la chambre haute du parlement bicaméral du Burundi. Il est doté d'un minimum de 39 sièges pourvus pour cinq ans dont 36 au Scrutin majoritaire indirect par les conseillers communaux des 18 provinces du pays. Deux sénateurs sont élus dans chacune d'elles lors de votes séparés, les deux sénateurs d'une même province ne pouvant appartenir à la même ethnie de manière à assurer la parité entre Hutus et Tutsis,.
Chacun de ces sénateurs, âgé d'un minimum de 35 ans, est élu au scrutin majoritaire en un maximum de trois tours de scrutin. Au cours des deux premiers, la majorité absolue des suffrages est requise. Si aucun candidat ne l'obtient lors de ces deux tours, un troisième et dernier tour est organisé entre les deux candidats arrivés en tête au second, et celui recueillant le plus de suffrages est déclaré élu.
À ce total de 36 sénateurs élus s'ajoutent trois sénateurs de l’ethnie Twa cooptés par la Commission électorale nationale indépendante (Céni) sur la base de liste présentées par leurs organisations représentatives reconnues, en tenant compte du sexe et de la répartition géographique. Les élections de 2020 sont les premières depuis que la constitution de 2018 a mis fin à la pratique de rendre les anciens présidents de la république de droit sénateur à vie.
Enfin, un quota de 30 % de femmes est appliqué, dont sont seuls exclus les sénateurs à vie; titre désormais aboli sous la nouvelle constitution de 2018 . Si ce pourcentage n'est pas atteint par les sénateurs initiaux, la Commission électorale nationale indépendante (Céni) procède à des cooptations en attribuant à des candidates féminines de chaque parti un nombre égal de sièges supplémentaires de manière à atteindre le quota de 30 % tout en conservant la part des sièges de chaque parti à la chambre. L'ensemble des membres cooptés sont choisis par la Céni parmi les candidates non élues figurant sur les listes des partis ayant remporté au moins 2 % des suffrages exprimés au niveau national, en concertation avec ces derniers.
La part variable des sièges peut ainsi donner un total bien supérieur au minimum de 39 sénateurs. Lors des premières élections en 2005, malgré un nombre de provinces de seulement dix-sept, antérieur à la scission de celle de Bujumbura, le nombre de sénateurs s'élève ainsi à 49 du fait de l'addition de quatre anciens présidents et de huit femmes cooptées pour atteindre le quota.

## Calendrier électoral
La Commission électorale nationale indépendante (Ceni) rend public en novembre 2019 le chronogramme des élections. Les sénatoriales sont organisées le 20 juillet 2020, trois mois après les législatives, les municipales et le premier tour de la présidentielle du 20 mai 2020.
Si un total de cinq partis et un candidat indépendant sont en lice, seuls le Conseil national pour la défense de la démocratie (CNDD–FDD) et le Congrès national pour la liberté (CNL) présentent des candidats dans les 18 provinces du pays. L'Union pour le progrès national (Uprona) en présente quant à elle dans 8 provinces, tandis que le Parti pour la démocratie et la réconciliation (Sangwe-PADER) et l'Alliance pour la paix, la démocratie et la réconciliation (APDR) n'en présentent que dans une chacun. La Ceni annonce fin juin n'avoir rejeté la candidature que d'un seul candidat, un indépendant, pour cause de dossier non complet,. La campagne s'étale du 27 juin au 17 juillet.

## Résultats
Sur les 36 sénateurs directement élus, répartis en raison de la loi électorale en 18 Hutus et 18 Tutsi, 21 sont des hommes et 15 des femmes, soit respectivement 58,33 % et 41,67 % du total. A ces sénateurs s'ajoutent les trois sénateurs Twas par cooptation, dont 2 hommes et 1 femme, soit un final de 58,97 % d'hommes et 41,03 % de femmes. Le quota de 30 % de femmes de la loi électorale étant ainsi déjà respecté, il n'est pas procédé à davantage de cooptations.
|                           |                                                                  |          |          |        |         |        |               |  |  |
| Parti                     | Parti                                                            | 1er tour | 1er tour | Sièges | Sièges  | Sièges | +/-           |  |  |
| Parti                     | Parti                                                            | Voix     | %        | Élus   | Cooptés | Total  | +/-           |  |  |
|                           | Conseil national pour la défense de la démocratie–FDD            | 2 485    | 73,17    | 34     | 0       | 34     | 1             |  |  |
|                           | Congrès national pour la liberté (CNL)                           | 802      | 23,62    | 1      | 0       | 1      | 1             |  |  |
|                           | Union pour le progrès national (Uprona)                          | 107      | 3,15     | 1      | 0       | 1      | 1             |  |  |
|                           | Parti pour la démocratie et la réconciliation (Sangwe-PADER)     | 2        | 0,06     | 0      | 0       | 0      | en stagnation |  |  |
|                           | Alliance pour la paix, la démocratie et la réconciliation (APDR) | 0        | 0,00     | 0      | 0       | 0      | en stagnation |  |  |
|                           | Indépendants                                                     | 0        | 0,00     | 0      | 0       | 0      | en stagnation |  |  |
|                           | Sièges réservés aux Twas                                         |          |          |        | 3       | 3      | en stagnation |  |  |
|                           |                                                                  |          |          |        |         |        |               |  |  |
| Suffrages exprimés        | Suffrages exprimés                                               | 3 396    | 98,18    |        |         |        |               |  |  |
| Votes blancs et invalides | Votes blancs et invalides                                        | 63       | 1,82     |        |         |        |               |  |  |
| Total                     | Total                                                            | 3 459    | 100      | 36     | 3       | 39     | en stagnation |  |  |
| Abstentions               | Abstentions                                                      | 36       | 1,03     |        |         |        |               |  |  |
| Inscrits / participation  | Inscrits / participation                                         | 3 495    | 98,97    |        |         |        |               |  |  |

## Analyse et conséquences
Le parti au pouvoir conserve une large majorité des sièges. Le président sortant de l'assemblée nationale Pascal Nyabenda échoue cependant à se faire élire.